# Brzezie
Brzezie, německy Hohenbirken, jsou vesnickou čtvrtí v jihovýchodní části města Racibórz (Ratiboř) na pravém břehu veletoku Odra v okrese Ratiboř. Patří také do geomorfologických celků Ratibořská kotlina a Płaskowyż Rybnicki, okrajově i do krajinného parku Park Krajobrazowy Cysterskie Kompozycje Krajobrazowe Rud Wielkich ve Slezském vojvodství v Horním Slezsku.

## Historie a popis
Název je odvozen od stromu bříza. První známá písemná zmínka pochází z roku 1223. Středověk, až do roku 1561, byl obdobím, kdy ves patřila dědičně rytířům (působili zde Trachové z Březí) sloužícím piastovským knížatům. Od roku 1725 přešla vesnice do majetku města a teprve 27. května 1975 byla Brzezie připojená k Ratiboři. Je zde postaveno 12 křížů u cesty, kde nejstarší pochází z roku 1875. Farní kostel sv. apoštolů Matouše a Matěje v Raciborzi - postaven v letech 1904-1906, má barokní vybavení z předchozího dřevěného kostela. Po slezském plebiscitu (733 lidí tehdy hlasovalo pro Polsko a 707 pro Německo) a slezských povstáních se Brezie stalo součástí Polska a slavnostní převzetí polskou správou se uskutečnilo dne 4. července 1922. V letech 1954-1972 Brzezie patřilo do gromady Brzezie nad Odrą. Farní kostel sv. apoštolů Matouše a Matěje v Raciborzi - postaven v letech 1904-1906, má barokní vybavení z předchozího dřevěného kostela. Železniční trať byla zřízena v roce 1925, avšak v současnosti zde probíhá pouze nákladní doprava. Zachovaly se zde 2 architektonicky cenné domy, první z nich pochází z první poloviny 19. století a druhý z doby kolem roku 1800. Je zde také klášter Klasztor Zgromadzenia Maryi Niepokalanej. Postaven je Památník slezských povstalců a obětí druhé světové války (Pomnik ku czci powstańców śląskich i ofiar II wojny światowej), který byl odhalen v roce 1907 a na podzim roku 1945 vyhozen do povětří neznámými pachateli a který je v současnosti opět obnoven. Části Brzezie byly v minulosti blíže řeky Odry, ale povodně a stavba Polderu Racibórz Dolny posusunuly vesnici dále od Odry.

### Kopec Widok
Nejvyšším bodem Brzezie je kopec Widok (německy Aussicht) s nadmořskou výškou 281 m v lese Widok. V roce 1883 zde byla postavena dřevěná rozhledna (Wieża Bismarcka). A v roce 1890 zde byla postavena restaurace Aussichts-Restaurant včetně sportovišť a lyžařské a sáňkařské sjezdovky. V roce 1933 byla rozhledna zbořena.

## Turistika
Územím Brzezie prochází turistické trasy Szlak Gołęszyców, Szlak Husarii Polskiej, Szlak Młodości Eichendorffa a několik cyklostezek.

## Galerie

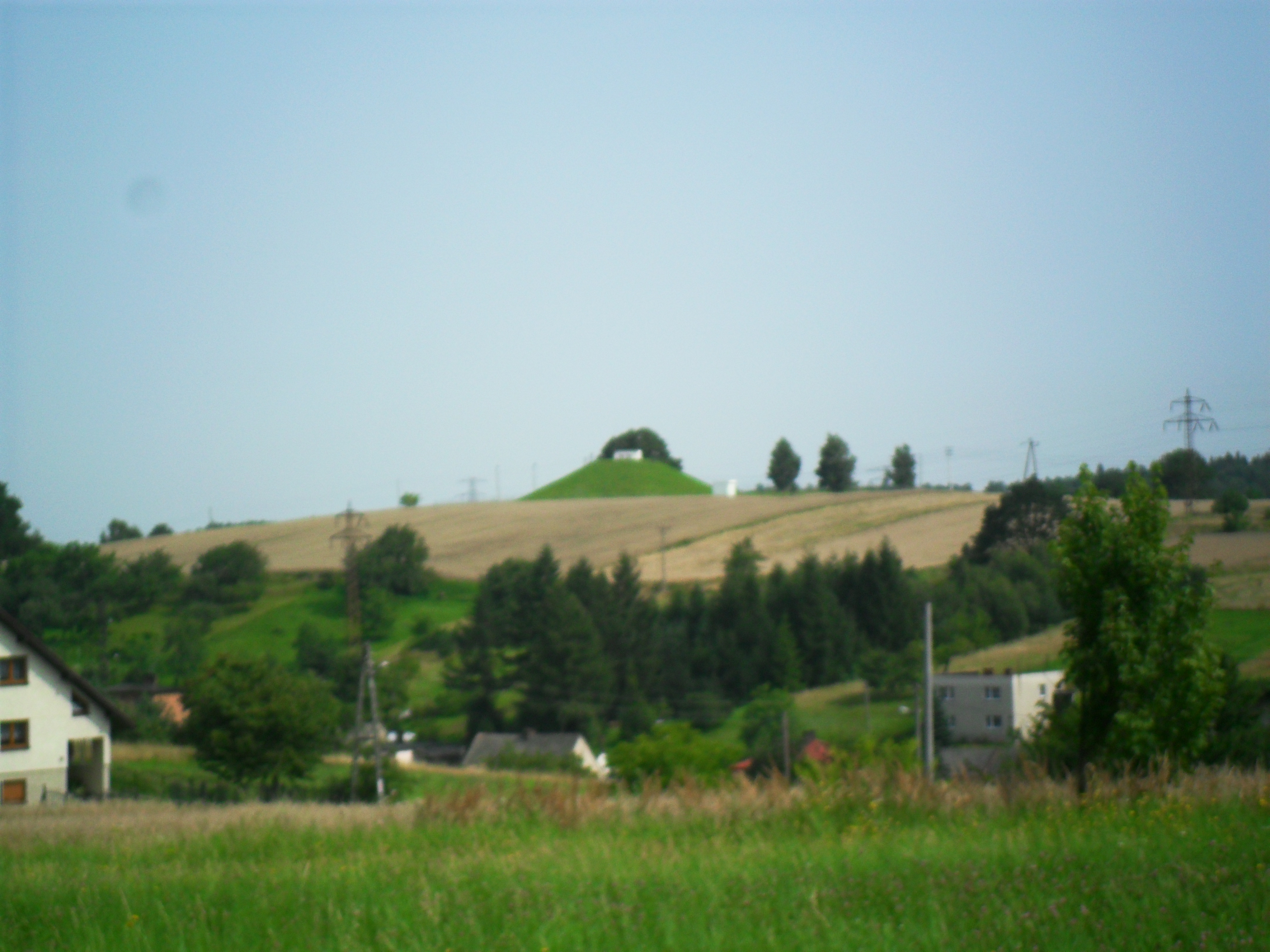
Wzgórze Lipki
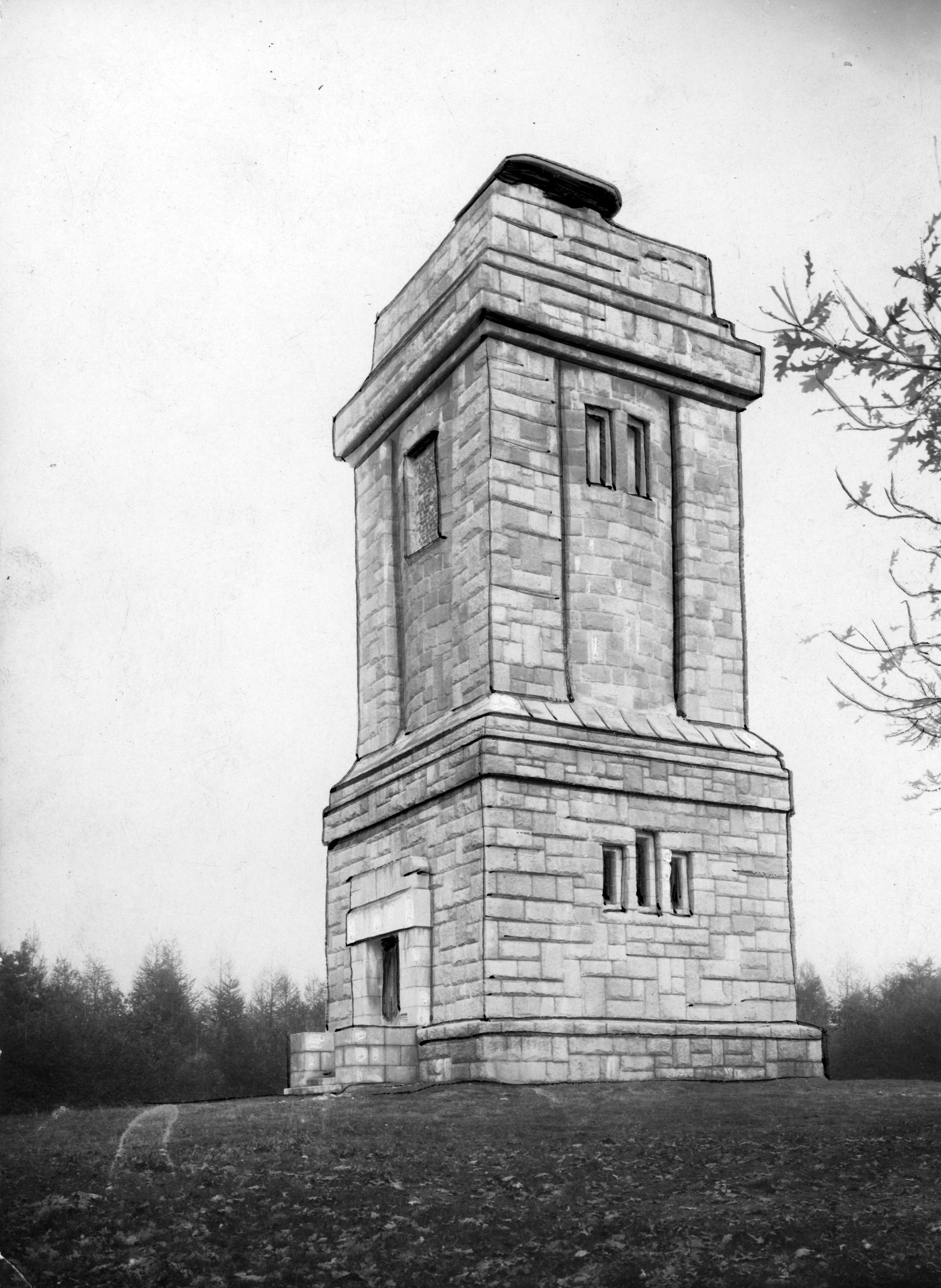
Již neexistující Wieża Bismarcka
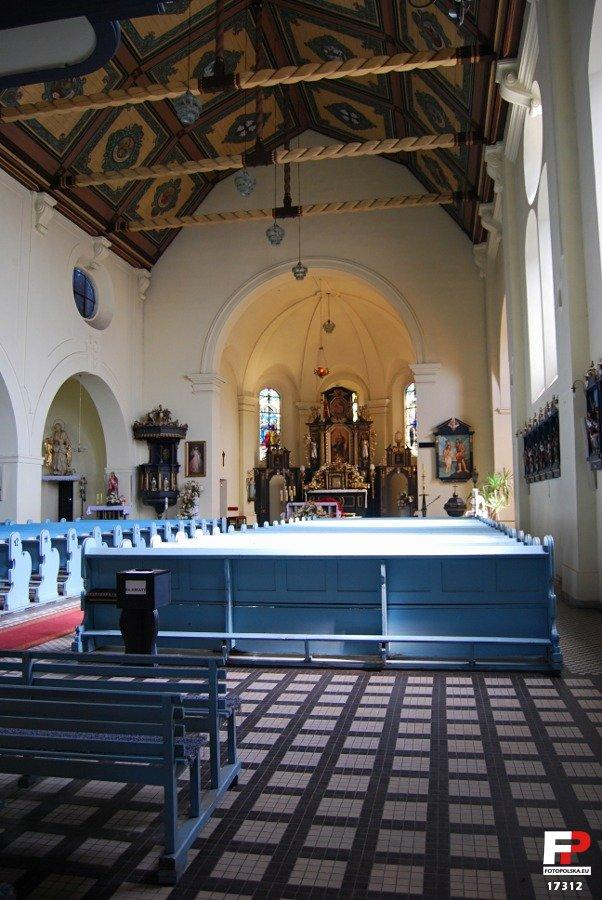
Interiér kostela